# Masalaiivka, Sosnîțea
Masalaiivka (în ucraineană Масалаївка) este un sat în comuna Zahrebellea din raionul Sosnîțea, regiunea Cernihiv, Ucraina.

## Demografie
Componența lingvistică a localității Masalaiivka
     Ucraineană (98,74%)
     Rusă (1,26%)
Conform recensământului din 2001, majoritatea populației localității Masalaiivka era vorbitoare de ucraineană (98,74%), existând în minoritate și vorbitori de rusă (1,26%).